# Сборная Японии по регби-7

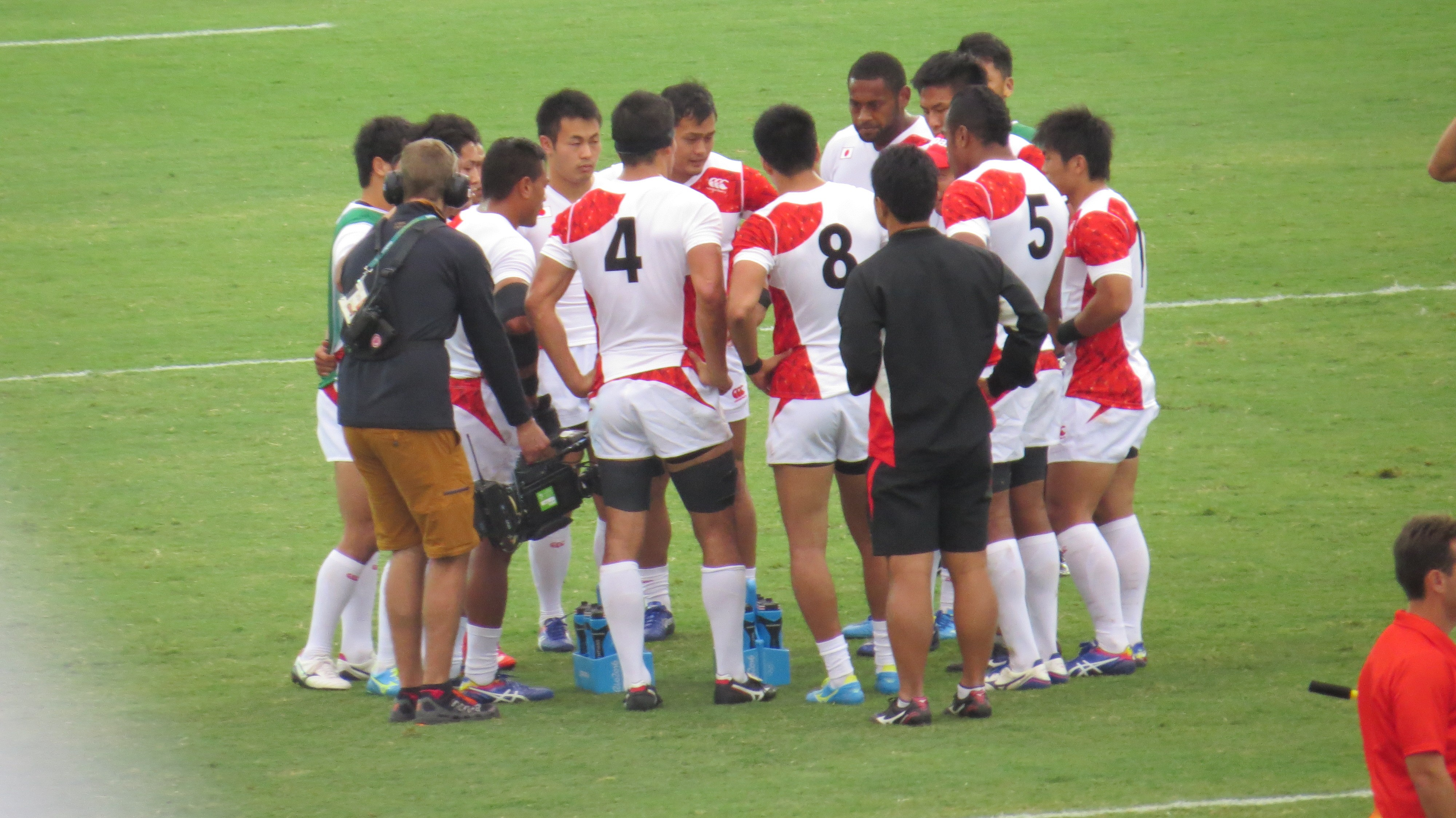
Сборная Японии на Олимпиаде в Рио-де-Жанейро

Сборная Японии по регби-7 — национальная команда, представляющая Японию на этапах Мировой серии по регби-7, чемпионатах мира по регби-7, чемпионатах Азии по регби-7 и Олимпийских играх. Управляется Японским регбийным союзом. Высшее достижение на чемпионатах мира — 13-е место (победила в розыгрыше Чаши в 1993 году). Трижды чемпион Азиатских игр, участник олимпийских турниров по регби-7 в Рио-де-Жанейро 2016 года (4-е место) и Токио 2020 года (11-е место).

## История выступлений
Сборная Японии участвует в турнирах по регби-7 с 1980 года, когда выступила в Гонконге на соревнованиях по регби-7 и выиграла Тарелку, повторив успех в 1999 году. Следующим подобным успехом стал выигранный в 2017 году Щит. В другие годы японцы не одерживали победы в решающих матчах или вовсе не доходили до них. На чемпионатах мира Япония не поднималась выше 13-го места, когда в 1993 году выиграла Чашу.

### Олимпийские игры
На Олимпийских играх сборная Японии выступила впервые в 2016 году, отметившись победой над Новой Зеландией в групповом этапе, а итогом стало 4-е место: команда, пройдя Францию в четвертьфинале, проиграла командам Фиджи и ЮАР соответственно. Рекордсменами сборной по набранным очкам стали Кадзухиро Гойя и Ломано Лемеки (по 22 очка), а Лемеки стал лучшим среди японцев по числу попыток (4 попытки).

### Гонконгская серия
В 1997 году вместо Гонконгской серии в Гонконге проводился чемпионат мира. На групповом этапе, проходившем в два круга, японцы проиграли Новой Зеландии и Тонга (два игровых дня), на третий день вышли в утешительный турнир Чаши и дошли до финала, выбив Намибию и Ирландию с одинаковым счётом 24:22 и проиграв США в финале 28:40.
- В 2007 году Япония заняла 19-е место, проиграв Франции полуфинал Чаши и победив команды КНР и Тайваня.
- В 2008 году японцы проиграли все четыре матча против ЮАР, Аргентины, России и Гонконга.
- В 2009 году Япония проиграла полуфинал Чаши сборной Португалии, победив команды КНР и Шри-Ланки.
- В 2010 году японцы заняли 13-е место, проиграв Шотландии в четвертьфинале Чаши и победив Гонконг.
- В 2011 году Япония проиграла финал Чаши Канаде и заняла 9-е место, победив Китай, Шотландию и США.
- В 2012 году на квалификационном этапе Мировой серии японцы проиграли Португалии и России, победив Гайану на групповом этапе, победили гонконгцев в четвертьфинале, но проиграли Испании в полуфинале и Португалии в матче за 3-е место, не попав в Мировую серию.
- В 2013 году Япония победила в группе Бразилию, Грузию и Ямайку, но уступила тем же грузинам в четвертьфинале.
- В 2014 году Япония выиграла квалификацию в Гонконге, обыграв последовательно Уругвай, Острова Кука, Тринидад и Тобаго, Тунис, Россию и Италию, и попала в команды ядра Мировой серии.

### Мировая серия по регби-7
Команда участвует в Мировой серии по регби-7 с момента её учреждения и сезона 1999/2000 на определённых этапах. Несколько раз этап в Гонконге становился квалификационным для сборной Японии в рамках борьбы за место в Мировой серии, но командой ядра Япония стала первый раз в сезоне 2014/2015.
- Высшим достижением сборной Японии 5-е место на этапе в Японии 2000 года (итого в сезоне команда набрала 8 зачётных очков).
- В 2002 году команда выходила в финалы Чаши на этапах в Австралии и Сингапуре (10-е место).
- В 2012 году команда вышла в полуфинал Чаши (11-е место) на этапе в США, повторив результат через два года у себя на родине.

Командой «ядра» Япония стала официально в сезоне 2014/2015, на первом домашнем этапе как участница «ядра» заняла 7-е место, победив Самоа, сыграв вничью с Аргентиной и проиграв Франции в групповом этапе, проиграв Фиджи в четвертьфинале Кубка и затем Шотландии. Однако она провалилась на семи этапах из 10 и заняла 15-е место, вылетев из Мировой серии. На турнире в Веллингтоне 2016 года она победила Францию и вышла в полуфинал Чаши, где проиграла Шотландии и стала 11-й. В 2016 году на этапе в США вышла в четвертьфинал Кубка, победив Шотландию и проиграв Англии, продолжила борьбу за Тарелку, победив Кению, но в финале против Новой Зеландии уступила и заняла 6-е место. После выбывания России по итогам сезона 2017/2018 она стала командой ядра, выиграв квалификационный турнир.

## Статистика

### Олимпийские игры
| Регби на Олимпийских играх | Регби на Олимпийских играх | Регби на Олимпийских играх | Регби на Олимпийских играх | Регби на Олимпийских играх | Регби на Олимпийских играх | Регби на Олимпийских играх |
| Год                        | Раунд                      | Место                      | Игры                       | Победы                     | Поражения                  | Ничьи                      |
| -------------------------- | -------------------------- | -------------------------- | -------------------------- | -------------------------- | -------------------------- | -------------------------- |
| 2016                       | Матч за 3-е место          | 4-е                        | 6                          | 3                          | 3                          | 0                          |
| 2020                       | Матч за 11-е место         | 11-е                       | 5                          | 1                          | 4                          | 0                          |
| Итого                      | 4-е место                  | 2/2                        | 11                         | 4                          | 7                          | 0                          |

| Матчи | Матчи                 | Матчи                         | Матчи     |
| ----- | --------------------- | ----------------------------- | --------- |
| 2016  | Групповой этап        | Япония 14:12 Новая Зеландия   | Победа    |
| 2016  | Групповой этап        | Япония 19:21 Великобритания   | Поражение |
| 2016  | Групповой этап        | Япония 31:7 Кения             | Победа    |
| 2016  | Четвертьфинал         | Япония 12:7 Франция           | Победа    |
| 2016  | Полуфинал             | Япония 5:20 Фиджи             | Поражение |
| 2016  | Матч за 3-е место     | Япония 14:54 ЮАР              | Поражение |
| 2020  | Групповой этап        | Япония 19:24 Фиджи            | Поражение |
| 2020  | Групповой этап        | Япония 0:34 Великобритания    | Поражение |
| 2020  | Групповой этап        | Япония 12:36 Канада           | Поражение |
| 2020  | Утешительный плей-офф | Япония 7:21 Кения             | Поражение |
| 2020  | Матч за 11-е место    | Япония 31:19 Республика Корея | Победа    |

### Чемпионат мира по регби-7
| 1993  | Победитель Чаши          | 13-е | 7  | 4  | 3  | 0 |
| 1997  | Финалист Чаши            | 17-е | 7  | 2  | 5  | 0 |
| 2001  | Четвертьфиналист Тарелки | 13-е | 6  | 3  | 3  | 0 |
| 2005  | Четвертьфиналист Тарелки | 13-е | 6  | 3  | 3  | 0 |
| 2009  | Четвертьфиналист Чаши    | 21-е | 4  | 0  | 4  | 0 |
| 2013  | Финалист Чаши            | 18-е | 6  | 2  | 3  | 1 |
| 2018  | Полуфиналист Чаши        | 15-е | 4  | 1  | 3  | 0 |
| Итого | 0 побед                  | 6/6  | 40 | 15 | 24 | 1 |

| 2006  | Чемпионы  | 1-е | 4  | 4  | 0 | 0 |
| 2010  | Чемпионы  | 1-е | 7  | 7  | 0 | 0 |
| 2014  | Чемпионы  | 1-е | 6  | 6  | 0 | 0 |
| 2018  | Финалисты | 2-е | 6  | 5  | 1 | 0 |
| 2022  |           |     |    |    |   |   |
| Итого | 3 победы  | 4/4 | 19 | 18 | 1 | 0 |

## Тренеры
- Ватару Мурата (был главным с 28 февраля 2008)
- Кэнсукэ Ивабути (в тренерском штабе с 28 февраля 2008)

## Состав
Заявка сборной на Олимпийские игры 2016 года.
Главный тренер: Томохиро Сэгава
| Защитники | Защитники     | Нападающие | Нападающие            |
| --------- | ------------- | ---------- | --------------------- |
| 1         | Ломано Лемеки | 2          | Лоте Тукири           |
| 7         | Кацуюки Сакаи | 3          | Ёситака Токунага      |
| 8         | Кадзуси Хано  | 4          | Юсаку Кувадзуру       |
| 9         | Сохэй Тоёсима | 5          | Камели Рараву Сёдзима |
| 10        | Тэруя Гото    | 6          | Масакацу Хикосака     |
| 11        | Кэнки Фукуока |            |                       |
| 12        | Кадзухиро Гоя |            |                       |